# 春美术馆
春美术馆（英語：Chun Art Museum）位于上海市黄浦区福州路655号。

## 历史
2014年3月由画家赵春创立。除了常设赵春、霍广成个人作品展外，还不定期举办各类艺术作品特展。